# James Broderick
James Joseph Broderick III, född 7 mars 1927 i Charlestown i New Hampshire, död 1 november 1982 i New Haven i Connecticut, var en amerikansk skådespelare och far till skådespelaren Matthew Broderick.

## Filmografi, i urval
- 1966 – Gänget
- 1969 – Alice's Restaurant
- 1974 – Pelham 1-2-3 kapat
- 1975 – En satans eftermiddag
- 1976–1980 – Family (TV-serie)